# ميغومي فوغيوارا
ميغومي فوغيوارا هي منافسة ألعاب القوى يابانية، ولدت في 1969.

## وصلات خارجية
- ميغومي فوغيوارا على موقع الاتحاد الدولي لألعاب القوى (الإنجليزية)